# PKP EP02 sorozat
A PKP EP02 sorozat egy lengyel 3000 V DC áramrendszerű, Bo′Bo′ tengelyelrendezésű villamosmozdony-sorozat. Összesen 8 darabot gyártott belőle a PKP részére a Pafawag.

## Gyártók
| Mozdony szám | Gyártó  | Gyártási év | Mennyiség |
| ------------ | ------- | ----------- | --------- |
| 01-07        | Pafawag | 1953 – 1954 | 7         |
| 08           | Pafawag | 1957        | 1         |

## A mozdonyok honállomása
| Mozdony szám | Üzemeltető               | Megjegyzés |
| ------------ | ------------------------ | ---------- |
| 07           | Chabówka – heritage park |            |
| 02           | Varsó – vasúti múzeum    |            |
| 08           | Krakkó                   |            |